# Memoriał Zbigniewa Raniszewskiego 1984
Memoriał Zbigniewa Raniszewskiego 1984 – 19. edycja turnieju żużlowego, który miał na celu upamiętnienie polskiego żużlowca Zbigniewa Raniszewskiego, który zginął tragicznie w 1956 roku, odbyła 27 czerwca 1984 roku w Bydgoszczy. Pierwsza część zawodów odbyła się w formie czwórmeczu w ramach przygotowań do drużynowych mistrzostw świata 1984 w Lesznie, a po jego zakończeniu odbył się memoriał, w którym udział wzięło ośmiu zawodników z najlepszymi indywidualnymi wynikami oraz który wygrał Roman Jankowski.

## Wyniki
- Bydgoszcz, 27 czerwca 1984

| Msc | | Drużyna / Zawodnik                        | Biegi                     | Punkty |
| --- | --- | ----------------------------------------- | ------------------------- | ------ |
| 1   | | Zespół A (kask czerwony)                  | Zespół A (kask czerwony)  | 27     |
| 1   | (1) Zenon Plech (2) Marek Kępa (3) Wojciech Żabiałowicz (4) Grzegorz Dzikowski (17) Piotr Podrzycki              | (0,1) (2,1,1,3) (3,2,3) (0,1,3,3) (3,1)   | 1 7 8 7 4                 |        |
| 2   | | Zespół C (kask biały)                     | Zespół C (kask biały)     | 26     |
| 2   | (9) Roman Jankowski (10) Zenon Kasprzak (11) Leonard Raba (12) Antoni Skupień (19) Włodzimierz Heliński          | (3,2,3,3) (3,3,2,0) (0,2,0) (3,0,0,0) (2) | 11 8 2 3 2                |        |
| 3   | | Zespół D (kask żółty)                     | Zespół D (kask żółty)     | 22     |
| 3   | (13) Bolesław Proch (14) Ryszard Buśkiewicz (15) Eugeniusz Błaszak (16) Tadeusz Wiśniewski (20) Zdzisław Rutecki | (2,3,0,2) (1,1,2,1) (1,2,1) (2,3,1) (0)   | 7 5 4 6 0                 |        |
| 4   | | Zespół B (kask niebieski)                 | Zespół B (kask niebieski) | 21     |
| 4   | (5) Andrzej Huszcza (6) Jerzy Rembas (7) Bogusław Nowak (8) Maciej Jaworek (18) Jan Krzystyniak                  | (2,1,2) (1,3,3) (1,2,0) (1,2)             | 5 7 3                     |        |

Bieg po biegu
1. [74,80] Skupień, Huszcza, Buśkiewicz, Dzikowski
2. [74,80] Żabiałowicz, Proch, Rembas, Raba
3. [75,40] Jankowski, Łaguta, Błaszak, Jaworek
4. [74,20] Kasprzak, Wiśniewski, Nowak, Plech
5. Rembas, Jankowski, Dzikowski, Rutecki
6. [74,40] Kasprzak, Zabiałowicz, Huszcza, Brucheiser
7. [74,60] Proch, Nowak, Kępa, Skupień
8. [75,00] Podrzycki, Gała, Raba, Żeromski
9. Dzikowski, Kasprzak, Jaworek, Proch
10. [73,00] Jankowski, Buśkiewicz, Krzystyniak, Kujawski
11. [72,00] Wiśniewski, Huszcza, Kępa, Raba
12. Rembas, Błaszak, Podrzycki, Skupień
13. [72,60] Żabiałowicz, Jaworek, Wiśniewski, Skupień
14. [74,00] Dzikowski, Heliński, Błaszak, Nowak
15. [74,60] Kępa, Krzystyniak, Buśkiewicz, Kasprzak
16. Jankowski, Proch, Plech, Żeromski

### Półfinały
1. Buśkiewicz, Huszcza, Dzikowski, Błaszak
2. [72,00] Żabiałowicz, Jankowski, Wiśniewski, Kępa

### Finał
1. Jankowski, Żabiałowicz, Huszcza, Buśkiewicz